# Horosedly
Horosedly är en ort i Tjeckien.   Den ligger i regionen Södra Böhmen, i den centrala delen av landet, 70 km söder om huvudstaden Prag. Horosedly ligger 431 meter över havet och antalet invånare är 114.
Terrängen runt Horosedly är huvudsakligen platt, men åt nordost är den kuperad. Runt Horosedly är det glesbefolkat, med 8 invånare per kvadratkilometer. Närmaste större samhälle är Příbram, 19,9 km norr om Horosedly. Trakten runt Horosedly består till största delen av jordbruksmark.